# Список эпизодов телесериала «Коломбо»

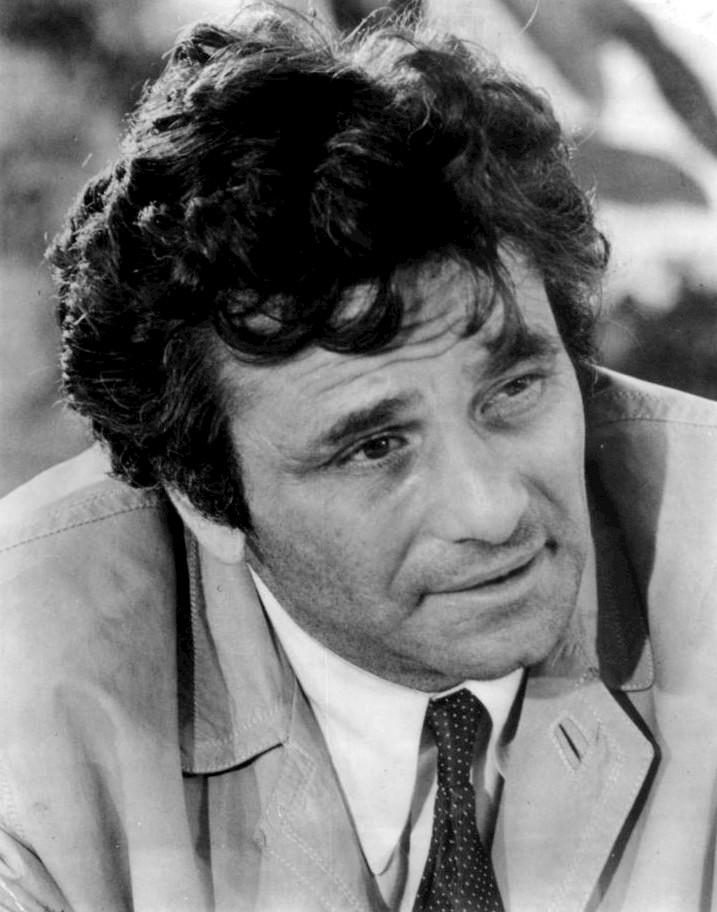
Питер Фальк в роли Коломбо

«Коло́мбо» (англ. Columbo; другой вариант названия в российском показе «Меня зовут Коломбо») — американский детективный телесериал, созданный Ричардом Левинсоном и Уильямом Линком. Пилотная серия сериала, снятая осенью 1967 года, вышла в эфир в 1968 году; сериал снимался в 1971 – 1978 годах (44 серии из 69) и, после перерыва, в 1988 – 2002 годах, последняя отснятая серия вышла в 2003 году. Всего вышло 69 серий. К сорокалетнему юбилею сериала планировалось снять заключительную, 70 серию, однако в силу расхождения взглядов на сюжет авторов сценария и непосредственно Питера Фалька, а также из-за прогрессирующей деменции актёра, эти планы были свёрнуты.  Телесериал повествует о расследованиях лейтенанта Коломбо, детектива отдела убийств лос-анджелесской полиции. В роли лейтенанта Коломбо бессменно снимался Питер Фальк. Телесериал многократно номинировался на престижные премии в области телевидения.
«Коломбо» сначала был выпущен на канале NBC в виде полнометражного телефильма «Рецепт убийства» в 1968 году. Фильм был настолько успешен, что канал заказал продолжение, которое вышло на экраны в 1971 году. Эти два телефильма дали начало телесериалу, изначально рассчитанному на 7 лет и законченному в намеченный срок, в 1978 году. 10 лет спустя телеканал ABC возобновил съёмки телесериала, вновь пригласив Питера Фалька на главную роль. Было снято 24 новых эпизода (в современной стилистике), после чего телесериал был окончательно закрыт в 2003 году. В общей сложности, «Коломбо» с перерывами выходил на телеэкраны 35 лет.
Большинство серий телесериала построено по нестандартной для детективов схеме: зритель с самого начала знает, кто преступник, каковы его мотивы, как совершено убийство и как скрыты следы. Главной интригой становится то, каким образом Коломбо удастся разоблачить хитроумного убийцу. Концепция позволяет рассматривать историю не только с точки зрения следователя, но ещё и преступника. Большинство расследований Коломбо проводит в Лос-Анджелесе, а преступниками являются известные и респектабельные представители высшего света: бизнесмены, политики, модные писатели и шоумены — люди богатые, влиятельные и защищённые адвокатами и связями.
В России телесериал был продублирован и показан на канале ОРТ. Все мужские роли озвучены актёром Александром Клюквиным. В дальнейшем сериал транслировался на телеканале «Домашний» (с использованием озвучивания ОРТ), а с 2011 года с новым озвучиванием показывался на канале Universal Channel. С 1 июня 2013 года — по каналу «Пятница!». С 2016 года телесериал «Коломбо» транслируется на канале «Культура».

## Обзор сезонов
Данный телесериал не имеет чёткой сезонной структуры, поэтому деление на сезоны в данном случае условное. В разных источниках количество и состав сезонов приводятся по-разному.
| Сезон | Сезон          | Количество серий | Премьера первой серии | Премьера последней серии | Дата выхода DVD | Дата выхода DVD  | Дата выхода DVD | Дата выхода DVD |
| Сезон | Сезон          | Количество серий | Премьера первой серии | Премьера последней серии | Регион 1        | Регион 2         | Регион 4        |                 |
| ----- | -------------- | ---------------- | --------------------- | ------------------------ | --------------- | ---------------- | --------------- | --------------- |
|       | Пилотные серии | 2                | 20 февраля 1968       | 1 марта 1971             | н/д             | н/д              | н/д             |                 |
|       | 1              | 7                | 15 сентября 1971      | 9 февраля 1972           | 1 октября 2013  | 13 сентября 2004 | н/д             |                 |
|       | 2              | 8                | 17 сентября 1972      | 25 марта 1973            | 1 октября 2013  | 8 ноября 2010    | н/д             |                 |
|       | 3              | 8                | 23 сентября 1973      | 5 мая 1974               | 1 октября 2013  | 14 ноября 2005   | н/д             |                 |
|       | 4              | 6                | 15 сентября 1974      | 27 апреля 1975           | 1 октября 2013  | 18 сентября 2006 | н/д             |                 |
|       | 5              | 6                | 14 сентября 1975      | 2 мая 1976               | 4 марта 2014    | 12 февраля 2007  | н/д             |                 |
|       | 6              | 3                | 10 октября 1976       | 22 мая 1977              | 4 марта 2014    | 30 апреля 2007   | н/д             |                 |
|       | 7              | 5                | 21 ноября 1977        | 13 мая 1978              | 4 марта 2014    | 30 апреля 2007   | н/д             |                 |
|       | 8              | 4                | 6 февраля 1989        | 1 мая 1989               | н/д             | 31 марта 2008    | н/д             |                 |
|       | 9              | 6                | 25 ноября 1989        | 14 мая 1990              | н/д             | 30 марта 2009    | н/д             |                 |
|       | 10             | 14               | 9 декабря 1990        | 30 января 2003           | н/д             | н/д              | н/д             |                 |

## Список серий

### Пилотные серии (1968—1971)
| Номер | Название                                              | Режиссёр      | Сценарий                                    | Приглашённые актёры                  | Дата премьеры   |
| --- | ----------------------------------------------------- | ------------- | ------------------------------------------- | ------------------------------------ | --------------- |
| 1 | «Рецепт убийства» (англ. Prescription: Murder)        | Ричард Ирвинг | Ричард Левинсон и Уильям Линк               | Джин Барри, Уильям Уиндом и Нина Фох | 20 февраля 1968 |
| Известный психиатр Рей Флеминг решает избавиться от своей богатой, но надоевшей жены. Он уже давно изменяет ей с молодой любовницей, актрисой Джоан. Флеминг убивает свою жену, инсценируя при этом ограбление, а Джоан использует как соучастницу убийства. Расследование преступления поручено лейтенанту полиции Коломбо, использующему нестандартные, но весьма эффективные методы. |                                                       |               |                                             |                                      |                 |
| |                                                       |               |                                             |                                      |                 |
| 2 | «Развод по-американски» (англ. Ransom for a Dead Man) | Ричард Ирвинг | Дин Харгроув, Ричард Левинсон и Уильям Линк | Ли Грант и Харлан Уорд               | 1 марта 1971    |
| Женщина-адвокат Лесли Уильямс убивает своего мужа Пола. Затем она избавляется от трупа и сообщает полиции о похищении супруга с целью выкупа. Вскоре дело о похищении становится делом об убийстве, но улик против Лесли нет, однако дочь погибшего уверена в виновности своей мачехи. В виновности Лесли также уверен и Коломбо.                                                       |                                                       |               |                                             |                                      |                 |
| |                                                       |               |                                             |                                      |                 |

### Первый сезон (1971—1972)
| Номер | Название                                             | Режиссёр          | Сценарий                      | Приглашённые актёры                                               | Дата премьеры    |
| --- | ---------------------------------------------------- | ----------------- | ----------------------------- | ----------------------------------------------------------------- | ---------------- |
| 3 (1x01) | «Убийство по книге» (англ. Murder by the Book)       | Стивен Спилберг   | Стивен Бочко                  | Джек Кэссиди, Розмари Форсайт, Мартин Милнер и Барбара Колби      | 15 сентября 1971 |
| Писатель Кен Франклин задумывает убить своего соавтора Джима Ферриса ради единоличного обладания авторскими правами. Он заманивает его в свой загородный дом, где и убивает, инсценировав, будто тот остался работать в городском офисе. Пока Коломбо расследует убийство писателя, Франклин совершает новое убийство. |                                                      |                   |                               |                                                                   |                  |
| |                                                      |                   |                               |                                                                   |                  |
| 4 (2×01) | «Смерть протягивает руку» (англ. Death Lends a Hand) | Бернард Ковальски | Ричард Левинсон и Уильям Линк | Роберт Калп, Патрисия Кроули и Рэй Милланд                        | 6 октября 1971   |
| Газетный магнат Артур Кенникат обращается к частному детективу Бриммеру с просьбой выяснить, изменяет ли ему его молодая жена. Детектив устанавливает, что женщина имела любовника, однако заказчику сообщает, что жена ему верна. За эту услугу он предлагает супруге магната сообщать информацию о политических интригах, с которыми сталкивается медиа-бизнес мужа. Однако та отказывается, между ними происходит ссора и детектив случайно убивает её. Когда к расследованию подключается Коломбо, Бриммер предлагает ему свою помощь.                                                                       |                                                      |                   |                               |                                                                   |                  |
| |                                                      |                   |                               |                                                                   |                  |
| 5 (3×01) | «Мёртвый груз» (англ. Dead Weight)                   | Джек Смайт        | Джон Т. Дуган                 | Эдди Альберт, Джон Керр и Сюзанн Плешетт                          | 27 октября 1971  |
| Генерал-майор Холлистер убивает своего компаньона, полковника Роджера Даттона, чтобы скрыть финансовые махинации, которые они совершали вместе. Однако свидетелем преступления случайно становится молодая женщина Хелен Стюарт, которая рассказывает об этом лейтенанту Коломбо. Узнав имя свидетельницы, Холлистер вступает с ней в романтические отношения и заставляет её усомниться в том, что она видела. |                                                      |                   |                               |                                                                   |                  |
| |                                                      |                   |                               |                                                                   |                  |
| 6 (4×01) | «Подходящие улики» (англ. Suitable for Framing)      | Хай Авербэк       | Джексон Гиллис                | Дон Амичи и Ким Хантер                                            | 17 ноября 1971   |
| Известный художественный критик убивает своего дядю, желая завладеть его коллекцией картин. Затем он убивает и свою любовницу — соучастницу преступления. Кроме того, фабрикует улики против бывшей жены своего дяди. Однако Коломбо считает по-другому, а причина — в отпечатках пальцев. |                                                      |                   |                               |                                                                   |                  |
| |                                                      |                   |                               |                                                                   |                  |
| 7 (5×01) | «На грани нервного срыва» (англ. Lady in Waiting)    | Норман Ллойд      | Стивен Бочко и Барни Слэйтер  | Сьюзан Кларк, Джесси Ройс Лэндис, Ричард Андерсон и Лесли Нильсен | 15 декабря 1971  |
| Бет Чедвик хочет выйти замуж за Питера Гамильтона, адвоката их семейной компании. Однако её брат, подозревая в женихе сестры охотника за богатым приданым, ей это запрещает. Девушка убивает брата, обставляя преступление как несчастный случай при самообороне. Суд выносит оправдательный вердикт, и теперь Бет имеет полную свободу в управлении компанией и в личной жизни. Но лейтенант Коломбо уверен, что убийство было умышленным, вопрос лишь в том, как это доказать. |                                                      |                   |                               |                                                                   |                  |
| |                                                      |                   |                               |                                                                   |                  |
| 8 (6×01) | «Короткое замыкание» (англ. Short Fuse)              | Эдвард М. Амброс  | Джексон Гиллис                | Родди Макдауэлл, Энн Фрэнсис, Айда Лупино и Уильям Уиндом         | 19 января 1972   |
| Роджер Стэнфорд — один из акционеров химической компании, которая досталась ему в наследство от отца. Парень «прожигает жизнь», посещая казино и употребляя наркотики. Его дядя Дэвид Букнер собирается лишить своего племянника места в компании. Понимая, что другого выхода нет, Роджер с помощью хитроумного устройства взрывает машину, в которой находится его дядя с шофёром. Чтобы разоблачить Стэнфорда, Коломбо заманивает убийцу в ловушку. |                                                      |                   |                               |                                                                   |                  |
| |                                                      |                   |                               |                                                                   |                  |
| 9 (7×01) | «План убийства» (англ. Blueprint for Murder)         | Питер Фальк       | Стивен Бочко                  | Дженис Пейдж и Джон Фидлер                                        | 9 февраля 1972   |
| Мультимиллионер Бо Уильямсон узнаёт, что Эллиот Маркхам, энергичный и амбициозный архитектор, втеревшись в доверие к его жене, тратит его деньги для осуществления своего грандиозного проекта. Уильямсон устраивает архитектору скандал и запрещает продолжение работ. Однако Маркхам не намерен отказаться от своей идеи, он убивает миллионера и инсценирует его исчезновение, используя при этом профессиональную деятельность лейтенанта Коломбо для сокрытия своего преступления. Буквальный перевод названия — «Чертёж убийства», англ. blueprint означает «синька», рабочая копия строительного чертежа. |                                                      |                   |                               |                                                                   |                  |
| |                                                      |                   |                               |                                                                   |                  |

### Второй сезон (1972—1973)
| Номер | Название                                                         | Режиссёр          | Сценарий                                      | Приглашённые актёры                                                     | Дата премьеры    |
| --- | ---------------------------------------------------------------- | ----------------- | --------------------------------------------- | ----------------------------------------------------------------------- | ---------------- |
| 10 (01×02) | «Этюд в чёрных тонах» (англ. Etude in Black)                     | Николас Коласанто | Стивен Бочко, Ричард Левинсон и Уильям Линк   | Джон Кассаветис, Блайт Даннер, Мирна Лой, Пэт Морита и Анжанетт Комер   | 17 сентября 1972 |
| Молодая пианистка Дженнифер Уэллес настаивает на законном браке со своим любовником — дирижёром Алексом Бенедиктом, угрожая, в противном случае, предать огласке их любовную связь. Не желая развода, мужчина убивает девушку, при этом маскируя убийство под самоубийство. Однако он оставляет на месте убийства улику, которую замечает Коломбо. |                                                                  |                   |                                               |                                                                         |                  |
| |                                                                  |                   |                                               |                                                                         |                  |
| 11 (02×02) | «Смерть в оранжерее» (англ. The Greenhouse Jungle)               | Борис Сагал       | Джонатан Латимер                              | Рэй Милланд и Брэдфорд Диллман                                          | 15 октября 1972  |
| Коллекционер редких орхидей Джарвис Гудленд в сговоре со своим племянником Тони инсценирует похищение последнего, чтобы расхитить трастовый фонд. После того, как выкуп был получен, дядя убивает племянника. Не желая делиться с женой Тони, Джарвис Гудленд подбрасывает ей орудие убийства, чтобы подозрение Коломбо пало на неё. |                                                                  |                   |                                               |                                                                         |                  |
| |                                                                  |                   |                                               |                                                                         |                  |
| 12 (03×02) | «Смертельная развязка» (англ. The Most Crucial Game)             | Джереми Каган     | Джон Т. Дуган                                 | Роберт Калп, Дин Джаггер, Валери Харпер, Сьюзан Ховард и Дин Стоквелл   | 5 ноября 1972    |
| Молодой повеса Эрик Вагнер унаследовал от отца футбольную команду «Los Angeles Rockets». Но его отношение к делу не устраивает Пола Хенлона, менеджера команды, который считает, что у Вагнера не хватает амбиций. Хенлон, мечтающий о создании спортивной империи, убивает Вагнера и обставляет убийство как несчастный случай. Однако Коломбо быстро определяет, что это умышленное убийство. |                                                                  |                   |                                               |                                                                         |                  |
| |                                                                  |                   |                                               |                                                                         |                  |
| 13 (04×02) | «Из любви к искусству» (англ. Dagger of the Mind)                | Ричард Куайн      | Джексон Гиллис, Ричард Левинсон и Уильям Линк | Ричард Бейсхарт, Бернард Фокс и Онор Блэкман                            | 26 ноября 1972   |
| Владелец театра Роджер Хавершем затевает ссору с актёром Королевской шекспировской труппы Николасом Фреймом и его женой Лилиан. В ходе стычки Лилиан случайно убивает его. Чтобы скрыть убийство, супруги помещают тело в багажник автомобиля, отвозят в дом убитого, где инсценируют его падение с лестницы. Они не знают, что в это время Коломбо находится с визитом в Лондоне, куда прибыл по приглашению старшего суперинтенданта Скотланд-Ярда Уильяма Дёрка. |                                                                  |                   |                                               |                                                                         |                  |
| |                                                                  |                   |                                               |                                                                         |                  |
| 14 (05×02) | «Реквием для падающей звезды» (англ. Requiem for a Falling Star) | Ричард Куайн      | Джексон Гиллис                                | Энн Бакстер, Кевин Маккарти, Мел Феррер и Эдит Хэд                      | 21 января 1973   |
| Джин Дэвис работает секретарём у стареющей кинозвезды Норы Чандлер. Она помолвлена со скандально известным писателем Джерри Парксом, который имеет компрометирующую информацию о Норе. Паркс требует большие деньги за молчание, и Нора для виду соглашается, намереваясь избавиться от шантажиста. В тот же вечер Нора, видя заехавшую в гараж машину Паркса, обливает гараж бензином и поджигает его. Но вместо Паркса по ошибке погибает Джин, которая находилась в его машине. Однако Коломбо в ходе расследования начинает сомневаться в том, что смерть Джин была ошибкой. |                                                                  |                   |                                               |                                                                         |                  |
| |                                                                  |                   |                                               |                                                                         |                  |
| 15 (06×02) | «Звено в преступлении» (англ. A Stitch in Crime)                 | Хай Авербэк       | Ширл Хендрикс                                 | Леонард Нимой, Уилл Гир и Энн Фрэнсис                                   | 11 февраля 1973  |
| Доктор Барри Мэйфилд и его руководитель доктор Хайдеманн совершают значительное открытие в кардиохирургии. Мэйфилд хочет немедленно опубликовать сообщение об этом открытии, а Хайдеманн настаивает на продолжении исследований. Вскоре у Хайдеманна случается сердечный приступ, и ему требуется неотложная помощь. Мэйфилд, планируя избавиться от своего наставника, выполняет операцию на сердце и намеренно использует не подходящий для этого шовный материал. Однако медсестра Шэрон Мартин раскрывает преступный умысел хирурга, и тогда Мэйфилд убивает Шэрон и фабрикует улики против её приятеля Гарри Александера, бывшего наркомана. Пока Коломбо расследует убийство медсестры, Мэйфилд убивает и Гарри. К тому же приближается день, когда нитки на сердце доктора Хайдеманна должны дать свой смертельный результат. |                                                                  |                   |                                               |                                                                         |                  |
| |                                                                  |                   |                                               |                                                                         |                  |
| 16 (07×02) | «Самый опасный матч» (англ. The Most Dangerous Match)            | Эдвард М. Абромс  | Джексон Гиллис                                | Лоуренс Харви и Джек Крушен                                             | 4 марта 1973     |
| Гроссмейстер Эммет Клейтон боится проиграть титул чемпиона шахматисту из Польши Томлину Дудеку. Накануне их матча Клейтон пытается убить его, но тяжело раненный Дудек всё-таки выживает. Отчаявшийся Клейтон планирует отравить своего соперника в больнице, прежде чем он сможет прийти в себя и дать показания лейтенанту Коломбо, расследующему это покушение на убийство. В данной серии удачному расследованию лейтенанта косвенно способствует его собака. |                                                                  |                   |                                               |                                                                         |                  |
| |                                                                  |                   |                                               |                                                                         |                  |
| 17 (08×02) | «Двойной удар» (англ. Double Shock)                              | Роберт Батлер     | Стивен Бочко                                  | Мартин Ландау, Жанетт Нолан, Тим О’Коннор, Джули Ньюмар и Дэбни Коулмен | 25 марта 1973    |
| Убит пожилой миллионер Клиффорд Пэрис. Он был помолвлен с Лизой Чэмберс, девушкой намного младше себя. Это не устраивает его племянников, близнецов Норманна и Декстера, рассчитывавших на наследство престарелого дяди. Коломбо не просто расследовать это убийство — братья обвиняют друг друга, и у обоих есть серьёзные мотивы. |                                                                  |                   |                                               |                                                                         |                  |
| |                                                                  |                   |                                               |                                                                         |                  |

### Третий сезон (1973—1974)
| Номер | Название                                                    | Режиссёр          | Сценарий                                                       | Приглашённые актёры                                               | Дата премьеры    |
| --- | ----------------------------------------------------------- | ----------------- | -------------------------------------------------------------- | ----------------------------------------------------------------- | ---------------- |
| 18 (01×03) | «Жертва красоты» (англ. Lovely But Lethal)                  | Жанно Шварц       | Джексон Гиллис и Мирна Берковичи                               | Вера Майлз, Мартин Шин, Винсент Прайс, Брюс Кирби и Джон Финнеган | 23 сентября 1973 |
| Владелица косметической фирмы Вивека Скотт узнаёт от секретаря конкурирующей компании Ширли Блейн, что её главный специалист и бывший любовник Карл Лессинг собирается продать формулу омолаживающего крема её конкуренту, Дэвиду Лангу. Придя к Карлу домой, Вивека убивает его. Пока Коломбо ведёт расследование этого убийства, секретарша Дэвида Ланга узнаёт, кто убил Карла Лессинга, и начинает шантажировать Скотт. |                                                             |                   |                                                                |                                                                   |                  |
| |                                                             |                   |                                                                |                                                                   |                  |
| 19 (02×03) | «Старый портвейн» (англ. Any Old Port in a Storm)           | Лео Пенн          | Стенли Ральф Росс и Ларри Коэн                                 | Дональд Плезенс, Дана Элкар и Джули Харрис                        | 7 октября 1973   |
| Энофил Эдриан Карсини специализируется на производстве и покупке элитных вин. Это занятие приносит ему известность у знатоков, но не прибыль. Его единородный брат Энрико, являющийся владельцем земли, сообщает о своём намерении продать земли под виноградники конкурентам, производителям дешёвых и прибыльных вин. Во время ссоры Эдриан ударяет брата по голове и оставляет умирать в герметичном винном погребе, а позже инсценирует несчастный случай. Коломбо подозревает Эдриана в убийстве, и, по ходу расследования, постигает основы виноделия. |                                                             |                   |                                                                |                                                                   |                  |
| |                                                             |                   |                                                                |                                                                   |                  |
| 20 (03×03) | «Кандидат на убийство» (англ. Candidate for Crime)          | Борис Сагал       | Ирвинг Перлберг, Элвин Р. Фридман, Роланд Кибби и Дин Харгроув | Джеки Купер и Кэти Сагал                                          | 4 ноября 1973    |
| Кандидат в сенаторы Нельсон Хейвард, будучи женатым человеком, имеет любовницу. Руководитель его предвыборного штаба Гарри Стоун требует прекратить незаконную связь. Хейвард решает убить Стоуна и при этом отвести от себя подозрения. Он предлагает Стоуну сфальсифицировать угрозы жизни, направленные в свой адрес. Для этого он заманивает Стоуна, одетого в костюм Хейварда и едущего в его машине, в гараж, расположенный в пляжном домике кандидата, где стреляет в него. Спустя некоторое время Хейвард пытается убедить лейтенанта Коломбо в том, что целью убийцы был он сам, а Стоун был убит по ошибке. Чтобы следствие пошло по ложному следу, кандидат в сенаторы инсценирует ещё одно покушение на самого себя. |                                                             |                   |                                                                |                                                                   |                  |
| |                                                             |                   |                                                                |                                                                   |                  |
| 21 (04×03) | «Коломбо теряет терпение» (англ. Double Exposure)           | Ричард Куайн      | Стивен Дж. Кеннел                                              | Роберт Калп и Чак Макканн                                         | 16 декабря 1973  |
| Специалист по мотивационным исследованиям Барт Каппл, автор нескольких успешных книг по теме подсознательной рекламы, в свободное время занимается секс-шантажом. Последняя жертва, Вик Норрис, отказывается платить и угрожает разоблачить шантажиста, после чего Каппл убивает его выстрелом в сердце. Лейтенант Коломбо подозревает доктора в убийстве, но убийца мастерски замёл следы. Или всё-таки где-то ошибся? |                                                             |                   |                                                                |                                                                   |                  |
| |                                                             |                   |                                                                |                                                                   |                  |
| 22 (05×03) | «Роман без окончания» (англ. Publish or Perish)             | Роберт Батлер     | Питер С. Фишер                                                 | Джек Кэссиди, Микки Спиллейн, Мариетта Хартли и Джек Бендер       | 18 января 1974   |
| Издателя Райли Гринлифа не устраивает, что писатель Ален Мэллори не хочет продлевать с ним контракт, и собирается издать свой новый бестселлер у конкурента. Райли договаривается с Эдди Кейном, ветераном войны во Вьетнаме и специалистом по взрывам, об убийстве писателя. В то время как Гринлиф, обеспечивая себе алиби, устраивает скандал в близлежащем баре, Кейн убивает Мэллори выстрелом из револьвера. А спустя короткое время Гринлиф сам убивает Кейна, обставляя всё как несчастный случай. Коломбо, расследующий оба убийства, обнаруживает связь между этими двумя преступлениями. |                                                             |                   |                                                                |                                                                   |                  |
| |                                                             |                   |                                                                |                                                                   |                  |
| 23 (06×03) | «Стивен Спилберг спешит на помощь» (англ. Mind Over Mayhem) | Альф Челлин       | Стивен Бочко, Дин Харгроув, Роланд Кибби и Роберт Шпехт        | Хосе Феррер, Лью Эйрс, Джессика Уолтер и Дидри Холл               | 10 февраля 1974  |
| Скромный ученый Нил Кахилл со своим отцом Маршалом работает в НИИ кибернетики. Маршал Кахилл, который является главой института, уговаривает сына стать «человеком года», за то, что он стал автором совершенно нового изобретения. Но профессор Говард Николсон уверен, что идея изобретения украдена, и требует сознаться в плагиате. Не желая разоблачения, Маршал Кахилл убивает Говарда, инсценируя неудавшуюся кражу со взломом. Расследованием убийства руководит лейтенант Коломбо, и в этом запутанном деле ему на помощь приходит вундеркинд Стивен Спилберг. |                                                             |                   |                                                                |                                                                   |                  |
| |                                                             |                   |                                                                |                                                                   |                  |
| 24 (07×03) | «Лебединая песня» (англ. Swan Song)                         | Николас Коласанто | Дэвид Рейфил и Стенли Ральф Росс                               | Джонни Кэш и Айда Лупино                                          | 3 марта 1974     |
| Любимый кантри-певец миссис Коломбо Томми Браун переживает непростые времена. Его жена Эдна, ярая последовательница нового религиозного движения, забирает у мужа все заработанные деньги на строительство храма, шантажируя его давней связью с несовершеннолетней девушкой, которая теперь находится под её опекой. Пилотируя небольшой частный самолёт, Томми усыпляет жену и бывшую любовницу, а сам выпрыгивает с парашютом. Женщины погибают в разбившемся самолёте, а Браун обставляет это как авиакатастрофу. Брат Эдны, Люк, требует, чтобы Коломбо расследовал этот случай как двойное убийство, в то же время FAA готово списать всё на несчастный случай.                                                            |                                                             |                   |                                                                |                                                                   |                  |
| |                                                             |                   |                                                                |                                                                   |                  |
| 25 (08×03) | «Настоящий друг» (англ. A Friend in Deed)                   | Бен Газзара       | Питер С. Фишер                                                 | Ричард Кили, Розмари Мерфи и Джон Финнеган                        | 5 мая 1974       |
| Хью Колдуэлл убивает свою жену и просит помощи у своего друга, заместителя комиссара полиции Марка Гальперина. Тот помогает Колдуэллу, создавая ему ложное алиби и инсценируя ограбление с убийством. Участвуя с лейтенантом Коломбо в расследовании, он пытается подставить преступника-рецидивиста, недавно вышедшего из заключения. На самом деле все эти действия — часть хитроумного плана Марка Гальперина, замышляющего убийство собственной жены. Теперь Колдуэлл должен вернуть другу долг и засвидетельствовать, как неизвестный грабитель убил миссис Гальперин. |                                                             |                   |                                                                |                                                                   |                  |
| |                                                             |                   |                                                                |                                                                   |                  |

### Четвёртый сезон (1974—1975)
| Номер | Название                                                   | Режиссёр             | Сценарий                         | Приглашённые актёры                                               | Дата премьеры    |
| --- | ---------------------------------------------------------- | -------------------- | -------------------------------- | ----------------------------------------------------------------- | ---------------- |
| 26 (01×04) | «Наперегонки со смертью» (англ. An Exercise in Fatality)   | Бернард Ковальски    | Питер С. Фишер и Ларри Коэн      | Коллин Уилкокс                                                    | 15 сентября 1974 |
| Спортивный инструктор Майло Дженис является совладельцем сети популярных спортивных залов. Когда его партнёр Юджин Стаффорд раскрывает мошеннические операции Джениса по завышению цен на оборудование, Дженис избавляется от Стаффорда, задушив и обставив всё как несчастный случай на тренировке. Однако попытка создать себе идеальное алиби не удаётся: лейтенант Коломбо устанавливает, что речь в данном случае идёт об убийстве. |                                                            |                      |                                  |                                                                   |                  |
| |                                                            |                      |                                  |                                                                   |                  |
| 27 (02×04) | «Смерть в объективе» (англ. Negative Reaction)             | Альф Челлин          | Питер С. Фишер                   | Дик Ван Дайк                                                      | 6 октября 1974   |
| Известный фотограф Пол Галеско ненавидит свою сварливую жену Френсис. Он устраивает всё так, будто его жену похитили для получения выкупа, а затем убили. Чтобы отвести от себя подозрение, он подставляет недавно вышедшего из тюрьмы Элвина Дешлера. Подделав необходимые улики, он убивает Дешлера и ранит себя, чтобы инсценировать нападении похитителя. Коломбо нужно доказать вину фотографа до того, как он уедет на Филиппины. |                                                            |                      |                                  |                                                                   |                  |
| |                                                            |                      |                                  |                                                                   |                  |
| 28 (03×04) | «При первых проблесках зари» (англ. By Dawn’s Early Light) | Харви Харт           | Говард Бёрк                      | Патрик Макгуэн, Брюс Кирби и Бруно Кёрби                          | 27 октября 1974  |
| Популярность военной академии Хайнса падает. Президент попечительского совета при академии Уильям Хайнс собирается преобразовать академию из сугубо военного училища для мальчиков в колледж с совместным обучением молодых людей обоих полов. Но руководитель академии полковник Румфорд категорически против намерений Хайнса и решает устранить его. Он подстраивает взрыв пушки, от которого Хайнс погибает на глазах у многочисленной публики, и подставляет кадета Роя Спрингера. В раскрытии этого преступления Коломбо поможет бутылка сидра. |                                                            |                      |                                  |                                                                   |                  |
| |                                                            |                      |                                  |                                                                   |                  |
| 29 (04×04) | «Смерть в океане» (англ. Troubled Waters)                  | Бен Газзара          | Джексон Гиллис и Уильям Дрискилл | Роберт Вон, Джейн Грир, Дин Стоквелл, Бернард Фокс и Патрик Макни | 9 февраля 1975   |
| Автодилер Хайден Данзигер со своей состоятельной супругой Сильвией отправляется в морской круиз на лайнере. Боясь разоблачения своей связи с певицей Розанной Уэллс, которая с оркестром плывёт на этом же теплоходе, Данзигер убивает любовницу и фабрикует улики так, чтобы под подозрением оказался один из музыкантов оркестра. Однако на этом же судне оказывается лейтенант Коломбо, который тоже отправился в морское путешествие с миссис Коломбо.                                                                                            |                                                            |                      |                                  |                                                                   |                  |
| |                                                            |                      |                                  |                                                                   |                  |
| 30 (05×04) | «Повторный просмотр» (англ. Playback)                      | Бернард Л. Ковальски | Дэвид П. Льюис и Букер Т. Брэдшо | Оскар Вернер, Джина Роулендс и Марта Скотт                        | 2 марта 1975     |
| Энергичная и властная владелица радиоэлектронной корпорации «Мидас Электроникс» Маргарет Мидас объявляет своему зятю Харольду Ван Вику об отстранении его от участия в управлении делами компании. Она недовольна его работой и к тому же выяснила, что зять изменяет её дочери-инвалиду. Тогда Харольд хладнокровно убивает свою тёщу и умело обманывает домашнюю высокотехнологичную систему наблюдения, создавая себе тем самым алиби. Однако при просмотре видео с записью убийства Коломбо понимает, что Ван Вик лжёт.                           |                                                            |                      |                                  |                                                                   |                  |
| |                                                            |                      |                                  |                                                                   |                  |
| 31 (06×04) | «Горе от ума» (англ. A Deadly State of Mind)               | Харви Харт           | Питер С. Фишер                   | Джордж Хэмилтон, Лесли Уоррен и Брюс Кирби                        | 27 апреля 1975   |
| Психиатр Марк Кольер убивает Карла Доннера, мужа своей пациентки и любовницы Нади. Чтобы отвести подозрения от себя и Марка, Надя лжесвидетельствует о неудачном ограблении дома Доннеров, в результате которого и произошло убийство. Но Коломбо всё ближе подбирается к разгадке, и тогда Кольер, воздействуя гипнозом на Надю, вынуждает её совершить самоубийство. Таким образом, единственная свидетельница мертва, и лейтенанту Коломбо предстоит потрудиться, расследуя это преступление.                                                      |                                                            |                      |                                  |                                                                   |                  |
| |                                                            |                      |                                  |                                                                   |                  |

### Пятый сезон (1975—1976)
| Номер | Название                                                         | Режиссёр       | Сценарий              | Приглашённые актёры                                    | Дата премьеры    |
| --- | ---------------------------------------------------------------- | -------------- | --------------------- | ------------------------------------------------------ | ---------------- |
| 32 (01×05) | «Забытая леди» (англ. Forgotten Lady)                            | Харви Харт     | Уильям Дрискилл       | Джанет Ли, Морис Эванс и Сэм Джаффе                    | 14 сентября 1975 |
| Бывшая кинозвезда Грейс Уилер намерена вернуться на сцену и требует, чтобы её муж Генри финансировал эту затею. Когда тот отказывает, она убивает мужа спящим, инсценируя его самоубийство. Коломбо узнаёт, что Генри скрывал от жены её скорую смерть от опухоли мозга. Кроме того, в убийстве признаётся другой человек. |                                                                  |                |                       |                                                        |                  |
| |                                                                  |                |                       |                                                        |                  |
| 33 (02×05) | «Восток — дело тонкое» (англ. A Case of Immunity)                | Тед Пост       | Лу Шо и Джеймс Мензис | Гектор Элизондо, Сэл Минео и Джефф Голдблюм            | 12 октября 1975  |
| Главный дипломат посольства арабского государства Суари, Хасан Салах вербует Рахмана Хабиба, наивного идеалиста, чтобы помочь инсценировать убийство офицера службы безопасности, потом фабрикует доказательства, чтобы всё выглядело как работа радикалов. Салах возлагает ответственность за убийство на отсутствующего Хабиба, потом убивает Хабиба, чтобы окончательно замести следы. Коломбо раскрывает оба убийства, но проблема в том, что у Салаха дипломатический иммунитет и арестовать его невозможно. |                                                                  |                |                       |                                                        |                  |
| |                                                                  |                |                       |                                                        |                  |
| 34 (03×05) | «Кризис личности» (англ. Identity Crisis)                        | Патрик Макгуэн | Уильям Дрискилл       | Патрик Макгуэн, Лесли Нильсен, Дэвид Уайт и Брюс Кирби | 2 ноября 1975    |
| Агент ЦРУ «Джеронимо» узнаёт, что высокопоставленный государственный чиновник Нельсон Бреннер, в прошлом также агент ЦРУ, торгует стратегической информацией. Чтобы скрыть правду, Бреннер убивает «Джеронимо», и тот не успевает раскрыть его тайну. Расследование этого убийства становится одним из сложнейших для Коломбо. Теперь на каждом шагу ему мешают люди, не желающие разглашать государственные тайны, в том числе и директор ЦРУ.                                                                   |                                                                  |                |                       |                                                        |                  |
| |                                                                  |                |                       |                                                        |                  |
| 35 (04×05) | «Дело чести» (англ. A Matter of Honor)                           | Тед Пост       | Брэд Радниц           | Рикардо Монтальбан и Эй Мартинес                       | 1 февраля 1976   |
| Известный матадор Луис Монтойя — национальный герой Мексики. И никто не знает, что легендарный матадор уже давно боится выйти на арену. Никто, кроме Гектора Рангеля, его многолетнего компаньона. Монтойя решает убить Гектора, чтобы тот унёс его тайну в могилу. Он усыпляет Гектора на арене, а потом спускает на него быка, который убивает его. Начальник местной полиции просит лейтенанта Коломбо (который оказался на выходных в Тихуане) участвовать в расследовании странного происшествия.            |                                                                  |                |                       |                                                        |                  |
| |                                                                  |                |                       |                                                        |                  |
| 36 (05×05) | «Смертельный номер» (англ. Now You See Him)                      | Харви Харт     | Майкл Слоун           | Джек Кэссиди, Роберт Лоджа и Нехемия Персофф           | 29 февраля 1976  |
| Владельцу «Кабаре магии» Джесси Джером известно, что его бизнес-партнёр, иллюзионист по прозвищу «Великий Сантини», на самом деле бывший нацист Штефан Мюллер, служивший в концлагере. Он постоянно шантажирует фокусника для достижения своих личных целей. Чтобы избежать разоблачения, Сантини убивает Джерома, используя при этом своё сценическое мастерство. Коломбо совершенно неожиданно находит разгадку благодаря печатной машинке.                                                                     |                                                                  |                |                       |                                                        |                  |
| |                                                                  |                |                       |                                                        |                  |
| 37 (06×05) | «Последний салют командору» (англ. Last Salute to the Commodore) | Патрик Макгуэн | Джексон Гиллис        | Роберт Вон, Деннис Дуган, Дайан Бэйкер и Брюс Кирби    | 2 мая 1976       |
| В свой день рождения командор Отис Свенсон, владелец судостроительной компании, объявляет о намерении продать компанию. В ту же ночь командора убивают. В числе подозреваемых — его дочь Джоанна Клей, пожилой племянник Свонни Свенсон, адвокат Киттеринг и рабочий Уэйн Тейлор. Кроме того, Свенсон был недоволен тёмными делами своего зятя Чарльза Клея, который имеет мотив для убийства. В расследовании этого убийства Коломбо помогает молодой детектив, новичок в полиции.                               |                                                                  |                |                       |                                                        |                  |
| |                                                                  |                |                       |                                                        |                  |

### Шестой сезон (1976—1977)
| Номер | Название                                                                        | Режиссёр             | Сценарий                             | Приглашённые актёры                                          | Дата премьеры   |
| --- | ------------------------------------------------------------------------------- | -------------------- | ------------------------------------ | ------------------------------------------------------------ | --------------- |
| 38 (01×06) | «Фатальный выстрел» (англ. Fade in to Murder)                                   | Бернард Л. Ковальски | Лу Шо, Питер Фейблман и Генри Гарсон | Уильям Шетнер, Уолтер Кёниг, Джон Финнеган и Шира Дениз      | 10 октября 1976 |
| Актёр Уорд Фаулер стал объектом шантажа со стороны своего продюсера Клэр Дейли. В лыжной маске Фаулер совершает ограбление магазина, где в тот момент находится Клэр. Он убивает её выстрелом из пистолета и забирает деньги — таким образом, всё выглядит как банальное ограбление с убийством. Однако Коломбо с самого начала отвергает эту версию. |                                                                                 |                      |                                      |                                                              |                 |
| |                                                                                 |                      |                                      |                                                              |                 |
| 39 (02×06) | «Убийство в старом стиле» (англ. Old Fashioned Murder)                          | Роберт Дуглас        | Питер С. Фейблман и Лоуренс Вэйл     | Джойс Ван Паттен, Джинни Берлин, Тим О’Коннор и Селеста Холм | 28 ноября 1976  |
| Искусствовед Рут Литтон вместе с соучастником убивает своего старшего брата Эдварда из-за того, что он решает продать семейный бизнес и закрыть их общий музей. Рут убивает и соучастника, инсценируя попытку ограбления музея. Однако она почти сразу допускает ошибку, благодаря которой Коломбо определяет, что речь здесь идёт о двойном убийстве. |                                                                                 |                      |                                      |                                                              |                 |
| |                                                                                 |                      |                                      |                                                              |                 |
| 40 (03×06) | «Высокоинтеллектуальное убийство» (англ. The Bye-Bye Sky-High I.Q. Murder Case) | Сэм Ванамейкер       | Роберт Малкольм Янг                  | Теодор Бикель, Саманта Эггар и Джейми Ли Кёртис              | 22 мая 1977     |
| Берти Гастингс обнаруживает, что его друг, Оливер Брандт, старший партнёр в аудиторской фирме, занимается хищением денежных средств. Делает он это для своей жены Вивиан — женщины, привыкшей к роскоши. На очередном заседании общества «Сигма» — местного закрытого клуба для гениев (в котором оба они состоят) — Гастингс говорит Брандту, что разоблачит его. Брандт убивает Гастингса двумя выстрелами в упор, маскируя всё под неудавшуюся попытку ограбления. Лейтенант Коломбо расследует убийство и познаёт особенности жизни гениев. |                                                                                 |                      |                                      |                                                              |                 |
| |                                                                                 |                      |                                      |                                                              |                 |

### Седьмой сезон (1977—1978)
| Номер | Название                                                  | Режиссёр       | Сценарий                     | Приглашённые актёры                           | Дата премьеры   |
| --- | --------------------------------------------------------- | -------------- | ---------------------------- | --------------------------------------------- | --------------- |
| 41 (01×07) | «Попробуй поймай меня» (англ. Try and Catch Me)           | Джеймс Фроули  | Джин Томпсон и Пол Такахоу   | Рут Гордон, Мариетта Хартли и Чарльз Фрэнк    | 21 ноября 1977  |
| Писательница Абигейл Митчелл убеждена в том, что её любимая племянница была убита своим мужем, Эдмундом Галвином. Но эта смерть была признана несчастным случаем и Эдмунд остался безнаказанным. Тогда писательница решает сама наказать его. Она запирает Эдмунда в комнате-сейфе и отбывает по делам в Нью-Йорк. Галвин умирает. Всё выглядит как очередной несчастный случай. Лейтенант Коломбо начинает расследование и сталкивается с одним из самых интеллектуальных убийц в своей практике. |                                                           |                |                              |                                               |                 |
| |                                                           |                |                              |                                               |                 |
| 42 (02×07) | «Яд от дегустатора» (англ. Murder Under Glass)            | Джонатан Демми | Роберт Ван Скойк             | Луи Журдан, Майкл В. Гаццо, Шира Дениз и Мако | 30 января 1978  |
| Известный телеведущий и ресторанный критик Поль Жерар вымогает деньги у владельцев ресторанов в обмен на хорошие отзывы об их заведениях. Владелец одного из ресторанов Витторио Росси отказывается платить критику-шантажисту. Тогда Жерар убивает его с помощью вина, в которое добавляет яд рыбы фугу. Коломбо, расследуя это убийство, наслаждается вкусами изысканной еды и сам совершенствуется в кулинарии.                                                                                 |                                                           |                |                              |                                               |                 |
| |                                                           |                |                              |                                               |                 |
| 43 (03×07) | «Идеальное преступление» (англ. Make Me a Perfect Murder) | Джеймс Фроули  | Роберт Блис                  | Рон Рифкин, Лэйни Казан и Брюс Кирби          | 28 февраля 1978 |
| Марк Макэндрюс, редактор телевизионного канала, получает повышение и намеревается переехать в Нью-Йорк. Его любовница Кей Фристоун считает, что должна занять его место. Однако у Марка иные соображения. Тогда Кэй убивает его и создаёт себе алиби. Коломбо расследует это убийство, несмотря на повреждённую шею. |                                                           |                |                              |                                               |                 |
| |                                                           |                |                              |                                               |                 |
| 44 (04×07) | «Как совершить убийство» (англ. How to Dial a Murder)     | Джеймс Фроули  | Том Лазарус и Энтони Лоуренс | Никол Уильямсон, Ким Кэтролл и Эд Бегли       | 15 апреля 1978  |
| Доктор психологии Эрик Мейсон расправляется со своим приятелем доктором Хантером весьма необычным способом: натравливает на него при помощи телефонного звонка двух дрессированных доберманов. Основанием для убийства является то, что жена Мейсона (умершая при довольно подозрительных обстоятельствах), изменяла ему с Хантером. Собак собираются усыпить, но лейтенант Коломбо категорически против этого.                                                                                    |                                                           |                |                              |                                               |                 |
| |                                                           |                |                              |                                               |                 |
| 45 (05×07) | «Конспираторы» (англ. The Conspirators)                   | Лео Пенн       | Говард Бёрк и Пэт Робисон    | Клайв Ревилл и Жанетт Нолан                   | 13 мая 1978     |
| Известный ирландский поэт Джо Девлин пользуется большой известностью у своих читателей. И никто не знает, что Девлин является посредником террористов, организующих поставки оружия для Ирландской освободительной армии. Когда посредник Винсент Поли обманывает Девлина, тот убивает его. Коломбо собирает улики против Девлина. В это время Девлин должен решить серьёзную проблему: ему срочно надо найти своё оружие и переправить его через границу.                                         |                                                           |                |                              |                                               |                 |
| |                                                           |                |                              |                                               |                 |

### Восьмой сезон (1988)
| Номер | Название                                                           | Режиссёр       | Сценарий            | Приглашённые актёры             | Дата премьеры   |
| --- | ------------------------------------------------------------------ | -------------- | ------------------- | ------------------------------- | --------------- |
| 46 (01×08) | «Коломбо идёт на гильотину» (англ. Columbo Goes to the Guillotine) | Лео Пенн       | Уильям Рид Вудфилд  | Энтони Эндрюс и Роберт Костанцо | 6 февраля 1989  |
| Эллиотт Блейк утверждает, что является телепатом, и предлагает свои услуги секретным службам США. В качестве эксперта приглашён Макс Дайсон. Но тот оказывается его давним знакомым. Они вступают в сговор и убеждают представителей секретных служб правительства США в необходимости финансирования и использования сверхъестественных возможностей Блейка. После того, как фальсификация удаётся, Блейк расправляется с Дайсоном, обезглавив его при помощи гильотины. Коломбо должен раскрыть это убийство раньше, чем Блейк скроется от правосудия под прикрытием правительства.                                                                                 |                                                                    |                |                     |                                 |                 |
| |                                                                    |                |                     |                                 |                 |
| 47 (02×08) | «Убийство, туман и призраки» (англ. Murder, Smoke and Shadows)     | Джеймс Фроули  | Ричард Алан Симмонс | Фишер Стивенс и Джефф Перри     | 27 февраля 1989 |
| Однажды на киностудии, где успешно творит молодой талантливый постановщик спецэффектов Алекс Брэйди, появляется его давний приятель Леонард Фишер, обвиняет того в гибели своей сестры Дженни, и предъявляет киноплёнку, доказывающую вину Алекса. Чтобы избежать разоблачения, Брэйди убивает Фишера на одной из съёмочных площадок. Коломбо, расследующий это убийство, неожиданно проявляет режиссёрский талант. |                                                                    |                |                     |                                 |                 |
| |                                                                    |                |                     |                                 |                 |
| 48 (03×08) | «Секс и женатый детектив» (англ. Sex and the Married Detective)    | Джеймс Фроули  | Джерри Людвиг       | Линдсей Краус и Питер Юрасик    | 3 апреля 1989   |
| Сексолог и писательница Джоан Алленби уже давно находится в романтических отношениях со своим деловым партнёром Дэвидом Кинкейдом. Но когда она случайно узнаёт, что её возлюбленный цинично изменяет ей с её же секретаршей, то не может простить предательства. Переодевшись проституткой, она затевает с Дэвидом сексуальную игру и убивает его. Таким образом, подозрение в убийстве Дэвида Кинкейда падает на загадочную проститутку, которую и должен обнаружить лейтенант Коломбо. |                                                                    |                |                     |                                 |                 |
| |                                                                    |                |                     |                                 |                 |
| 49 (04×08) | «Большие манёвры» (англ. Grand Deceptions)                         | Сэм Ванамейкер | Си Залковиц         | Роберт Фоксуорт                 | 1 мая 1989      |
| Полковник Фрэнк Брейли крутит роман с женой своего престарелого начальника, генерала Джека Паджета, одновременно присваивая себе его деньги. Подозревающий неладное генерал поручает старшему сержанту Лестеру Кигану разобраться в этом вопросе. Киган обнаруживает улики против Брейли, но вместо того, чтобы доложить генералу о вскрытых хищениях, начинает шантажировать Фрэнка. Тогда Брейли тайно пробирается в лагерь учебно-тренировочного батальона, убивает Кигана и кладёт его тело на противопехотную мину, которая впоследствии взрывается. Затем Брейли создаёт себе ложное алиби. Лейтенант Коломбо находит разгадку при помощи оловянного солдатика. |                                                                    |                |                     |                                 |                 |
| |                                                                    |                |                     |                                 |                 |

### Девятый сезон (1989—1990)
| Номер | Название                                                     | Режиссёр         | Сценарий           | Приглашённые актёры                                      | Дата премьеры   |
| --- | ------------------------------------------------------------ | ---------------- | ------------------ | -------------------------------------------------------- | --------------- |
| 50 (01×09) | «Гений и злодейство» (англ. Murder, A Self Portrait)         | Джеймс Фроули    | Роберт Шерман      | Патрик Бошо, Фионнула Флэнаган и Шира Дениз              | 25 ноября 1989  |
| Художник Макс Барсини проживает в одном доме на берегу моря сразу с тремя женщинами: с бывшей женой Луизой, моделью Джули и своей нынешней женой Ванессой. Барсини доставляет удовольствие наблюдать, как женщины борются за его внимание. Луиза знает, что когда-то Барсини убил своего агента по продаже картин. Боясь огласки, Барсини убивает Луизу и представляет дело так, будто женщина утонула в море. Пока Коломбо расследует дело, Барсини пишет портрет лейтенанта. |                                                              |                  |                    |                                                          |                 |
| |                                                              |                  |                    |                                                          |                 |
| 51 (02×09) | «Коломбо сеет панику» (англ. Columbo Cries Wolf)             | Дэрил Дьюк       | Уильям Рид Вудфилд | Ребекка Стааб, Марк Марголис, Джон Финнеган и Дидри Холл | 20 января 1990  |
| Дайан Хантер и Шон Брентли — любовники и партнёры по бизнесу: они издают мужской журнал. Но однажды Дайан, выведенная из терпения изменами Шона, объявляет, что намерена продать свой контрольный пакет акций медийному магнату из Англии. После такого громкого заявления женщина вдруг исчезает, на Брентли и его очередную подругу Тину падает подозрение в её убийстве. Для предъявления обвинения в убийстве необходимо найти тело, а потому полиция под руководством Коломбо буквально перерывает всё вверх дном в шато. Ситуация с исчезновением становится сенсацией, и тираж журнала значительно увеличивается. Коломбо впервые сталкивается с делом, где жертва стала соучастницей собственного убийства. |                                                              |                  |                    |                                                          |                 |
| |                                                              |                  |                    |                                                          |                 |
| 52 (03×09) | «Сценарий убийства» (англ. Agenda for Murder)                | Патрик Макгуэн   | Джеффри Блум       | Патрик Макгуэн, Пенни Фуллер и Брюс Кирби                | 10 февраля 1990 |
| Опытный адвокат Оскар Финч пользуется негласными средствами в работе со своими клиентами. В 1969 году ему удалось убедить Пола Макки, помощника окружного прокурора, изъять и уничтожить один документ по делу шантажиста Фрэнка Стаплина. 21 год спустя Макки стал конгрессменом, и по предложению кандидата в президенты США губернатора Монтгомери избирается кандидатом в вице-президенты. В случае победы губернатора на выборах Финч надеется стать министром юстиции. Но в дело вмешивается Стаплин, которому предъявлено очередное обвинение в вымогательстве. Он угрожает рассказать всем о событиях 1969 года и разрушить тем самым политические карьеры Финча и Макки. Финч приезжает в дом Стаплина и убивает его, после чего пытается инсценировать самоубийство. На первых порах Коломбо думает, что это и вправду так. |                                                              |                  |                    |                                                          |                 |
| |                                                              |                  |                    |                                                          |                 |
| 53 (04×09) | «Загадка миссис Коломбо» (англ. Rest in Peace, Mrs. Columbo) | Винсент Макэвити | Питер С. Фишер     | Хелен Шейвер, Иэн Макшейн и Роско Ли Браун               | 31 марта 1990   |
| Успешный агент по недвижимости Вивиан Димитри переживает тяжёлое потрясение. Она узнаёт о смерти своего любимого мужа Питера. Он умер в тюрьме, где 10 лет сидел за непредумышленное убийство, а его дело вёл лейтенант Коломбо. Теперь, когда мужа нет в живых, Вивиан хочет отомстить Коломбо. Но перед этим она убивает Чарли Чемберса, своего начальника, за то, что когда-то тот донёс на её мужа полиции. Используя роман с женатым мужчиной, она создаёт себе алиби. Затем она подбрасывает улики, чтобы у следствия создалось впечатление, что Чемберс был убит местными жителями, недовольными действиями нового застройщика. Коломбо начинает расследование, а Вивиан готовит свой план мести. |                                                              |                  |                    |                                                          |                 |
| |                                                              |                  |                    |                                                          |                 |
| 54 (05×09) | «Берегите свои зубы» (англ. Uneasy Lies the Crown)           | Алан Дж. Леви    | Стивен Бочко       | Нэнси Уокер и Дик Сарджент                               | 28 апреля 1990  |
| Врач-дантист Уэсли Корман тратит деньги своей жены Лидии и тестя Горация Шервина на азартные игры. Но Лидия намерена развестись с Уэсли, чтобы выйти замуж за их общего приятеля, известного киноактёра Адама Эванса. Тестю тоже надоело оплачивать долги зятя. К тому же Шервин намерен лишить его практики в своей клинике. Уэсли решает избавиться от жены и получить доступ к её деньгам. Когда Эванс приходит на приём к Корману, тот помещает ему под зубную пломбу дигиталис и рассчитывает так, что смерть от ядовитого средства наступает во время свидания Эванса и Лидии, на которую и падает подозрение. Коломбо расследует необычное убийство. |                                                              |                  |                    |                                                          |                 |
| |                                                              |                  |                    |                                                          |                 |
| 55 (06×09) | «Убийство в Малибу» (англ. Murder in Malibu)                 | Уолтер Грауман   | Джексон Гиллис     | Бренда Ваккаро и Джанет Марголин                         | 14 мая 1990     |
| Тереза Горен, автор многочисленных любовных романов, ставших бестселлерами, объявляет, что собирается выйти замуж за Уэйна Дженнингса. Авантюрист Дженнингс намного младше Терезы и к тому же привык жить за чужой счёт. Сестра Терезы, Джесс, звонит Дженнингсу от имени Терезы и объявляет, что их отношения окончены. Дженнингс в ярости мчится к Терезе и стреляет в неё. Коломбо уже готов арестовать его, но выясняется, что Тереза была убита ещё до выстрела Дженнингса. Значит, убийство совершил кто-то другой, и теперь лейтенант должен установить, кто же застрелил любимую писательницу миссис Коломбо. |                                                              |                  |                    |                                                          |                 |
| |                                                              |                  |                    |                                                          |                 |

### Десятый сезон (1990—2003)
Последние 14 эпизодов снимались в течение 13 лет без привязки к какому-либо сезону. Впоследствии они все вместе были изданы на DVD как десятый сезон. На российском ТВ телесериал был разбит на 13 сезонов.
| Номер | Название                                                                            | Режиссёр         | Сценарий                                    | Приглашённые актёры                                                       | Дата премьеры   |
| --- | ----------------------------------------------------------------------------------- | ---------------- | ------------------------------------------- | ------------------------------------------------------------------------- | --------------- |
| 56 | «Коломбо отправляется в колледж» (англ. Columbo Goes to College)                    | Э. У. Свэкхэмер  | Джеффри Блум и Фредерик Кинг Келлер         | Мари Читэм и Роберт Калп                                                  | 9 декабря 1990  |
| Два приятеля-студента Джастин Роу и Купер Редман ведут беззаботный образ жизни, который им обеспечивают состоятельные родители. Однако родительское терпение не бесконечно, и к тому же студенты были пойманы профессором Раском на подделке экзаменационного теста, и теперь им грозит исключение. И тогда парни решают расправиться с профессором. При помощи миниатюрной телекамеры и дистанционно управляемого пистолета они убивают профессора Раска в подземном гараже, не выходя из аудитории, в которой именно в это время лейтенант Коломбо, в качестве приглашённого лектора, читает студентам лекцию по криминалистике. К тому же они стараются навести лейтенанта на ложный след. |                                                                                     |                  |                                             |                                                                           |                 |
| |                                                                                     |                  |                                             |                                                                           |                 |
| 57 | «Кого убила капля никотина» (англ. Caution: Murder Can Be Hazardous to Your Health) | Дэрил Дьюк       | Соня Вольф и Патриция Форд и Эйприл Рэйнелл | Джордж Хэмилтон и Пенни Джонсон                                           | 20 февраля 1991 |
| Популярный ведущий Уэйд Андерс ведёт телешоу по розыску и задержанию преступников. Неожиданно его старый знакомый Бадд Кларк сообщает о том, что имеет компрометирующий материал на Андерса — порнофильм с Уэйдом в главной роли, когда тот был ещё в начале своей карьеры. Кларк требует, чтобы Андерс уступил ему место ведущего — или же кассета станет достоянием общественности. Но Андерс не намерен сдаваться. Зная, что Кларк — заядлый курильщик, Андерс наполняет в его пачке сигареты сульфатом никотина и подменяет сигареты у него дома. Закурив, Кларк умирает прямо за рабочим столом. Но Уэйд допускает несколько промахов, которые замечает лейтенант Коломбо. |                                                                                     |                  |                                             |                                                                           |                 |
| |                                                                                     |                  |                                             |                                                                           |                 |
| 58 | «Убийство рок-звезды» (англ. Columbo and the Murder of a Rock Star)                 | Алан Дж. Леви    | Уильям Рид Вудфилд                          | Шира Дениз, Литл Ричард, Джон Финнеган, Грант Хеслов и Дэбни Коулмен      | 29 апреля 1991  |
| Известный адвокат Хью Крайтон узнаёт, что его любовница Марси Эдвардс, в прошлом рок-звезда, ему неверна. Он убивает её и подставляет её любовника, создав при этом себе алиби. Помощница Крайтона, Триш Фейрбэнкс подозревает его в убийстве Марси и шантажирует этим. А в это время Коломбо начинает расследование убийства известной певицы, к которому приковано внимание многих журналистов. |                                                                                     |                  |                                             |                                                                           |                 |
| |                                                                                     |                  |                                             |                                                                           |                 |
| 59 | «Ставка больше, чем смерть» (англ. Death Hits the Jackpot)                          | Винсент Макэвити | Джеффри Блум                                | Рип Торн и Бетси Палмер                                                   | 15 декабря 1991 |
| Фотограф Фредди Брауэр во время бракоразводного процесса со своей женой Нэнси выигрывает в лотерею огромную сумму. Чтобы не делить деньги с женой, он просит своего дядю Леона Ламарра, богатого ювелира, получить выигрыш за него. Желая присвоить деньги, дядя топит племянника в ванне и инсценирует несчастный случай. Но лейтенант Коломбо определяет, что это убийство, и помогает ему в этом маленькая шимпанзе. |                                                                                     |                  |                                             |                                                                           |                 |
| |                                                                                     |                  |                                             |                                                                           |                 |
| 60 | «Умереть некогда» (англ. No Time to Die)                                            | Алан Дж. Леви    | Роберт Ван Скойк                            | Джоанна Гоинг, Томас Калабро, Дэн Батлер, Даг Сэвант и Джульет Миллс      | 15 марта 1992   |
| Коломбо пришёл на свадьбу своего племянника, полицейского Энди Пармы. Но в разгар свадьбы молодая жена, фотомодель Мелисса, была похищена прямо в свадебном платье. Коломбо подключается к расследованию дела. А в это время Мелисса находится в доме у психопата Руди Страсса, который намерен убить её после проведения определённых ритуалов. Пока Коломбо вместе с коллегами собирает мельчайшие детали, чтобы определить, кто и куда увёз Мелиссу, сама жертва, не теряя самообладания, борется за свою жизнь. - В основу серии положен роман Эда Макбейна «Пока оба живы» (1976) из цикла о 87-м полицейском участке. |                                                                                     |                  |                                             |                                                                           |                 |
| |                                                                                     |                  |                                             |                                                                           |                 |
| 61 | «Синица в руках» (англ. A Bird in the Hand…)                                        | Винсент Макэвити | Джексон Гиллис                              | Тайн Дейли, Грег Эвиган, Дон С. Дэвис и Стив Форрест                      | 22 ноября 1992  |
| Запутавшийся в долгах заядлый игрок Гарольд Маккейн, рассчитывая на долю наследства своего богатого дяди, решает убить его и устанавливает бомбу под его «Роллс-Ройс». Но кто-то на угнанном грузовике сбивает дядю Фреда во время ежедневной утренней пробежки. Теперь Гарольду необходимо извлечь ненужную взрывчатку, однако в усадьбе уже собралось много народа, в том числе и лейтенант Коломбо. Садовник собирается отогнать «Роллс-Ройс», но машина взрывается на глазах у Коломбо и телевизионщиков. |                                                                                     |                  |                                             |                                                                           |                 |
| |                                                                                     |                  |                                             |                                                                           |                 |
| 62 | «Всё поставлено на карту» (англ. It's All in the Game)                              | Винсент Макэвити | Питер Фальк                                 | Фэй Данауэй, Клаудия Кристиан и Джон Финнеган                             | 31 октября 1993 |
| Светская львица Лорен Стейтон со своей дочерью Лизой Мартин решают расправиться с Нико Франко, когда узнают, что тот был любовником обеих и цинично использовал их. Мать убивает Нико выстрелом из пистолета, а дочь создаёт ей алиби. Лорен готова принять удар на себя, чтобы отвести подозрение в соучастии от Лизы. Она даже пытается завести роман с лейтенантом Коломбо, расследующим это убийство. |                                                                                     |                  |                                             |                                                                           |                 |
| |                                                                                     |                  |                                             |                                                                           |                 |
| 63 | «Бабочка в серых тонах» (англ. Butterfly in Shades of Grey)                         | Деннис Дуган     | Питер С. Фишер                              | Уильям Шетнер и Молли Хейган                                              | 10 января 1994  |
| Радиоведущий Филдинг Чейз известен на всю страну благодаря своему ток-шоу на радио, в котором его приёмная дочь Виктория выступает продюсером и принимает звонки слушателей во время эфира. Однажды он узнаёт, что Виктория решила жить самостоятельно. Её друг, гомосексуалист Джерри Уинтерс всячески помогает её карьере и собирается уехать с ней в Нью-Йорк. Но Чейз боится потерять Викторию, и поэтому он убивает Уинтерса. При этом он инсценирует всё так, как если бы Уинтерс был застрелен мстительным любовником прямо в момент беседы с Чейзом в прямом эфире. Однако в разговоре с лейтенантом Коломбо он допускает оплошность. |                                                                                     |                  |                                             |                                                                           |                 |
| |                                                                                     |                  |                                             |                                                                           |                 |
| 64 | «Маскарад» (англ. Undercover)                                                       | Винсент Макэвити | Джерри Дэй                                  | Эд Бегли, Берт Янг, Шира Дениз, Кристин Бауэр и Тайн Дейли                | 2 мая 1994      |
| Во время неудачной квартирной кражи вор убивает хозяина квартиры, но при этом сам погибает от его рук. Лейтенант Коломбо находит на месте преступления фрагмент фотографии. Расследование приводит к событиям многолетней давности: четверо мужчин ограбили банк, но угодили в автомобильную аварию и были расстреляны подоспевшей полицией. Однако они успели спрятать украденные 4 миллиона долларов в таком месте, которое можно найти, собрав все части фотографии. - В основу серии положен роман Эда Макбейна «Головоломка» (1970) из цикла о 87-м полицейском участке. В этой серии участвует постоянный персонаж из цикла о 87-м участке Артур Браун (роль исполнил Харрисон Пейдж). |                                                                                     |                  |                                             |                                                                           |                 |
| |                                                                                     |                  |                                             |                                                                           |                 |
| 65 | «Тёмная лошадка» (англ. Strange Bedfellows)                                         | Винсент Макэвити | Лоуренс Вэйл                                | Джордж Вендт, Брюс Кирби, Джон Финнеган и Род Стайгер                     | 8 мая 1995      |
| Тедди Маквей увяз в долгах, и букмекер Бруно Романо грозит ему расправой. Брат Тедди Грейам, владелец фермы по разведению чистокровных лошадей, не желает платить долги брата. Он убивает Тедди выстрелом из пистолета, инсценируя разборки с кредиторами. Потом он убивает и Бруно Романо, вложив ему в руку револьвер, из которого был убит Тедди. Затем он вызывает полицию и заявляет об убийстве гангстера в результате самообороны. Кажется, что всё хорошо спланировано, но главарь местных бандитов Винченцо Фортелли обвиняет Маквея в обоих убийствах и требует у него возмещения издержек в связи со смертью Тедди. Если тот не согласится заплатить, гангстеры убьют его. У лейтенанта Коломбо нет прямых улик, и он загоняет убийцу в «вилку»: либо признание и арест, либо полиция умывает руки и предоставляет Грейама его судьбе. |                                                                                     |                  |                                             |                                                                           |                 |
| |                                                                                     |                  |                                             |                                                                           |                 |
| 66 | «Закон Коломбо» (англ. A Trace of Murder)                                           | Винсент Макэвити | Чарльз Киппс                                | Дэвид Раш, Шира Дениз и Джон Финнеган                                     | 15 мая 1997     |
| Патрик Кинсли, эксперт отдела криминалистики лос-анджелесской полиции, недоволен тем, что его встречи с замужней любовницей проходят тайно. Но Кэтлин не может развестись с мужем, богачом Клиффордом Калвертом, потому что в таком случае останется ни с чем. Тогда любовники совершают убийство брокера Говарда Сельцера так, чтобы улики указывали на Клиффорда Калверта. На руку преступникам играет и тот факт, что в расследовании будет задействована лаборатория Кинсли. Однако лейтенант Коломбо вскоре начинает понимать, что свидетели Кэтлин Калверт и Патрик Кинсли знакомы друг с другом, а значит, в этом деле что-то не так. |                                                                                     |                  |                                             |                                                                           |                 |
| |                                                                                     |                  |                                             |                                                                           |                 |
| 67 | «Звезда и смерть» (англ. Ashes to Ashes)                                            | Патрик Макгуэн   | Джеффри Хэтчер                              | Патрик Макгуэн, Ру Макклэнахан, Эди Макклёрг и Салли Келлерман            | 8 октября 1998  |
| Услугами Эрика Принса, владельца респектабельного похоронного бюро, пользуются богатые и известные люди. Но в его прошлом есть тёмные пятна: тележурналистке Верити Чандлер стало известно, что 20 лет тому назад Эрик Принс украл с тела усопшей звезды немого кино Доротеи Пейдж бриллиантовое ожерелье. Чтобы избежать разоблачения, Принс убивает журналистку и кремирует её тело, выдав его за тело другого усопшего. Но Коломбо начинает понимать, что не всё так очевидно в этом деле, а помогает ему в этом кусок шрапнели. |                                                                                     |                  |                                             |                                                                           |                 |
| |                                                                                     |                  |                                             |                                                                           |                 |
| 68 | «Убийство по нотам» (англ. Murder With Too Many Notes)                              | Патрик Макгуэн   | Джеффри Кава и Патрик Макгуэн               | Билли Коннолли                                                            | 12 марта 2001   |
| Известный композитор и дирижёр Финдли Кроуфорд скрывает тот факт, что музыку за него пишет молодой и неизвестный композитор Гэбриэл Макэнери. Последняя работа даже удостоена премии «Оскар». Но молодому таланту надоело оставаться непризнанным, и он сообщает Кроуфорду, что намерен раскрыть правду об авторстве. Кроуфорд убивает Макэнери, инсценируя несчастный случай, однако Коломбо догадывается, что речь идёт об убийстве. |                                                                                     |                  |                                             |                                                                           |                 |
| |                                                                                     |                  |                                             |                                                                           |                 |
| 69 | «Коломбо нравится ночная жизнь» (англ. Columbo Likes the Nightlife)                 | Джеффри Райнер   | Майкл Алаймо                                | Мэттью Риз, Кармин Джовинаццо, Стив Ширрипа, Джон Финнеган и Хорхе Гарсиа | 30 января 2003  |
| Организатор ночных дискотек Джастин Прайс узнаёт, что его подруга Ванесса убила своего бывшего мужа Тони Галпера. Но когда он помогал ей спрятать тело, фотограф Линвуд Кобен сделал снимки этого момента и теперь шантажирует ими Прайса. Прайс соглашается заплатить за негативы назначенную сумму, но придя на встречу, убивает шантажиста. Совершенно непредвиденно выходит так, что смерть Кобена выглядит как самоубийство. Коломбо расследует обе смерти и погружается в особенности ночной жизни Лос-Анджелеса. |                                                                                     |                  |                                             |                                                                           |                 |
| |                                                                                     |                  |                                             |                                                                           |                 |

## Кадры из телесериала
|                                          |                                                      |                                                      |
| Патрик Макни в эпизоде «Смерть в океане» | Питер Фальк и Мартин Ландау в эпизоде «Двойной удар» | Питер Фальк и Ричард Кили в эпизоде «Настоящий друг» |

## Комментарии
1. 1 2 3 4  В отличие от большинства эпизодов «Коломбо», в этом до самого конца неясно, кто является убийцей.
2. ↑  В этой серии упоминаются предыдущие дела Коломбо, одним из наиболее обсуждаемых является дело Джо Девлина
3. ↑  Этот эпизод совершенно нетипичен для общей стилистики телесериала. В нём практически нет юмора, он довольно мрачный, и его действие укладывается в 24 часа. В серии много процедурных подробностей, активно задействованы коллеги Коломбо, проводятся полицейские операции с использованием оружия, служебных машин и группы захвата.